# (474051) 2016 GU246
(474051) 2016 GU246 es un asteroide perteneciente al cinturón de asteroides, descubierto el 18 de octubre de 2009 por el equipo del Mount Lemmon Survey desde el Observatorio del Monte Lemmon, Arizona, Estados Unidos.

## Designación y nombre
Designado provisionalmente como 2016 GU24.

## Características orbitales
2016 GU246 está situado a una distancia media del Sol de 2,718 ua, pudiendo alejarse hasta 3,085 ua y acercarse hasta 2,350 ua. Su excentricidad es 0,135 y la inclinación orbital 8,769 grados. Emplea 1636 días en completar una órbita alrededor del Sol.

## Características físicas
La magnitud absoluta de 2016 GU246 es 16,491.